# Vanilla roscheri
Vanilla roscheri é uma espécie de orquídea de hábito escandente e crescimento reptante que existe do sudoeste da Etiópia à KwaZulu-Natal. São plantas clorofiladas de raízes aéreas; sementes crustosas, sem asas; e inflorescências de flores de cores pálidas que nascem em sucessão, de racemos laterais.}}